# Paradisul (film din 1972)
Paradisul (titlul original: în engleză Fat City) este un film dramatic american, realizat în 1972 de regizorul John Huston, 
după romanul omonim al scriitorului Leonard Gardner, protagoniști fiind actorii Stacy Keach, Jeff Bridges, Susan Tyrrell și Candy Clark.

## Rezumat
Stockton, California. Boxerul Billy Tully are cei mai buni ani ai săi în spatele său. Soția lui l-a părăsit cu mult timp în urmă, iar alcoolul a devenit cel mai bun prieten al lui. Lucrează fără scop, de exemplu ca muncitor culegător de fructe și legume în rând cu muncitorii zilieri. Pentru a reintra în formă, vizitează un centru de fitness pentru a face câteva runde cu partenerul său adolescent de antrenament Ernie Munger, un tânăr talent promițător de 18 ani. Billy crede că Ernie are un anumit potențial și îi sugerează să-l viziteze pe fostul său manager și antrenor Ruben, pe care îl acuză însă pentru eșecul ultimului său meci. Mai târziu, Billy o întâlnește pe Oma, obișnuită a unui bar și pe prietenul ei Earl, și le spune cât de impresionat este de tânărul aspirant la box. Acest lucru îl face și pe Billy să decidă să încerce din nou boxul pentru a se strădui să revină. Când Earl trebuie să petreacă câteva luni în închisoare pentru o faptă nesăbuită, Billy vede asta ca pe o oportunitate de a ajunge împreună cu prietena lui, Oma și de a o scăpa de el. Aceasta este foarte temperamantală, iar relația lor în curs de dezvoltare se dovedește rapid nedurabilă.
Între timp, Ernie Munger participă la primul său meci de box, pe care îl pierde prompt cu nasul rupt. Următoarea luptă este și ea pierdută. Viața lui Ernie amenință să fie asemănătoare cu a lui Billy. Tânărul, abia ajuns la maturitate, este forțat să se căsătorească cu Faye, care este însărcinată de el. Așa că tânărul speranță Ernie ajunge și el în livezi pentru a câștiga măcar puțini bani pe ca lucrător culegător. Între timp, Tully s-a pregătit pe deplin pentru revenirea sa în ring. Adversarul lui a fost un mexican dur, pe nume Lucero, care a trecut și el de perioda sa de vârf și acum suferă mult de dureri.
Amândoi luptă unul împotriva celuilalt de parcă ar fi luptat pentru viața lor. Boxerul îmbătrânit cade la podea, iar Tully este declarat câștigător. Când Billy află că a câștigat doar 100 de dolari, se simte din nou trădat de managerul Ruben și încheie relația de afaceri cu el. Abătut, Billy merge la Oma pentru a-și găsi măcar mângâiere la ea. Dar o găsește din nou în brațele lui Earl, care acum a fost eliberat din închisoare. Earl îi explică lui Billy că alcoolica Oma nu mai vrea nimic de-a face cu el, Tully.
Când Ernie într-o noapte se întoarce acasă de la un meciul de box, îl vede pe Tully clătinându-se beat pe stradă. Ernie încearcă să-l evite, dar Billy vrea să iasă la o băutură cu el, așa că se duc la cel mai apropiat bar, unde Ernie vrea să bea o cafea doar, pentru că îi este teamă ca el, Billy Tully, să nu fie un exemplul rău în fața oamenilor. În timp ce amândoi beau, Tully se uită în jurul barului și își dă seama cât de îndepărtați și de inabordabil îi par oamenii prezenți. Ernie Munger îi spune lui Billy că trebuie să plece acum, dar Billy îi cere să mai stea puțin cu el. Ernie rămâne și ambii bărbați continuă să-și bea cafeaua împreună, în tăcere.

## Distribuție
- Stacy Keach – Billy Tully
- Jeff Bridges – Ernie Munger
- Susan Tyrrell – Oma Lee Greer
- Candy Clark – Faye
- Nicholas Colasanto – Ruben
- Art Aragon – Babe
- Curtis Cokes – Earl
- Sixto Rodriguez – Lucero
- Billy Walker – Wes
- Ruben Navarro – Fuentes
- Álvaro López – Manuel Rosales
- Al Silvani – Referee
- Alfred Avila – antrenorul lui Lucero (nemenționat)

## Producție
John Huston a fost atras de proiect datorită experiențelor sale din tinerețe cu boxul, după ce a urmat liceul Abraham Lincoln din cauza programului de box din școală, în ciuda faptului că se afla într-o zonă mai rău famată a orașului. La vârsta de 15 ani, era un boxer amator de top la categoria ușoară în California. Și-a încheiat scurta sa carieră profesională în domeniul boxului după ce a suferit o fractură la nas.

## Sensul titlului
Într-un interviu din 1969 acordat revistei Life, Leonard Gardner a explicat sensul titlului romanului său.
„ Mulți oameni m-au întrebat despre titlul cărții mele. Face parte din argou negru. Când spui că vrei să mergi în Fat City, înseamnă că vrei o viață bună. Mi-a venit ideea titlului după ce am văzut o fotografie a unei locuințe dintr-o expoziție din San Francisco. «Fat City» a fost mâzgălit cu cretă pe un perete. Titlul este ironic: Fat City este un obiectiv nebunesc pe care nimeni nu îl va atinge vreodată.”—Leonard Gardner, Fat City
Fat City este de asemenea o poreclă veche pentru Stockton, California, unde sunt plasate acțiunea romanului și filmului. Porecla a precedat romanul lui Gardner.

## Melodii din film
- Help Me Make It Through the Night compusă și interpretată de Kris Kristofferson la începutul și sfârșitul filmului;
- The Look of Love (nemenționată), scrisă de Burt Bacharach și Hal David, interpretată de Dusty Springfield cu debutul saxofonistului soloist Duncan Lamont;
- If (nemenționată), scrisă de David Gates, interpretată de Bread.

## Premii și nominalizări
- 1973 – Kansas City Film Critics Circle Awards
  - Premiul Cel mai bun actor lui (Stacy Keach)
- 1973 – Seminci (Semana Internacional de Cine de Valladolid)
  - Premiul Ciudad de Valladolid
- 1973 Premiul Oscar
  - Nominalizare la Cea mai bună actriță în rol secundar lui Susan Tyrrell;